# Monestir de Břevnov
El Monestir de Břevnov (en txec: Břevnovský klášter) és una arcabadia benedictina al barri de Břevnov de Praga, la capital de la República Txeca.
Va ser fundada per Sant Adalbert, segon bisbe de Praga, l'any 993 dC, amb el suport del duc Boleslav II de Bohèmia. Va ser, doncs, el primer monestir benedictí masculí de Bohèmia, i a més té la tradició cervesera més antiga de la República Txeca, fins avui, l'anomenada cervesa Benedicta Břevnovský que s'elabora aquí.